# Nazareth (zespół muzyczny)
Nazareth – szkocki zespół rockowy założony w 1968 roku w Dunfermline.

## Historia
Pierwotnie zespół nosił nazwę Shadettes, którą wkrótce zmienił na Nazareth. Po pierwszych dwóch albumach, w których styl grupy nie był jeszcze określony i wahał się pomiędzy hardrockiem i rock’n’rollem, zespół miał problemy z uzyskaniem uznania producentów i odbiorców. Do produkcji trzeciego albumu, Razamanaz, został zaproszony basista Deep Purple, Roger Glover. Od tego momentu dla grupy zaczęły się czasy największej świetności, a płyty Razamanaz i Loud ’n’ Proud z 1973 roku wyniosły Nazareth na szczyty list przebojów na zachodzie Europy. Wydany w 1975 roku album Hair of the Dog przyniósł zespołowi uznanie na całym świecie, a w samych Stanach Zjednoczonych sprzedał się w liczbie ponad miliona egzemplarzy. Kolejną falę popularności zespół odnotował na początku lat 80. po sukcesach płyt The Fool Circle oraz 2XS. W sierpniu 2013 roku oryginalny wokalista grupy, Dan McCafferty, ogłosił, że jest zmuszony przejść na emeryturę ze względu na stan zdrowia. W lutym 2014 roku grupa podała, że jego następcą został szkocki wokalista Linton Osborne. Wybór został zaakceptowany i poparty także przez McCafferty'ego. W lutym 2015 Osborne został zastąpiony przez Carla Sentance'a.
Grupa wielokrotnie koncertowała w Polsce.

## Skład
- Carl Sentance – wokal (od 2015)
- Pete Agnew – gitara basowa (od 1968)
- Jimmy Murrison – gitara (od 1994)
- Lee Agnew – perkusja (od 1999)

### Byli członkowie
- Dan McCafferty – wokal (1968-2013)
- Manny Charlton – gitara (1968–1990)
- Zal Cleminson – gitara (1978–1980)
- Billy Rankin – gitara (1980–1983, 1990–1994)
- John Locke – keyboard (1980–1982)
- Ronnie Leahy – keyboard (1994-2002)
- Darrell Sweet – perkusja (1968–1999)
- Linton Osborne – wokal (2014–2015)

## Dyskografia

### Albumy studyjne
- Nazareth (1971)
- Exercises (1972)
- Razamanaz (1973)
- Loud ’n’ Proud (1973)
- Rampant (1974)
- Hair of the Dog (1975)
- Close Enough for Rock ’n’ Roll (1976)
- Play ’n’ the Game (1976)
- Expect No Mercy (1977)
- No Mean City (1979)
- Malice in Wonderland (1980)
- The Fool Circle (1981)
- 2XS (1982)
- Sound Elixir (1983)
- The Catch (1984)
- Cinema (1986)
- Snakes ’n’ Ladders (1989)
- No Jive (1991)
- Move Me (1994)
- Boogaloo (1998)
- The Newz (2008)
- Big Dogz (2011)
- Rock ’n’ Roll Telephone (2014)
- Tattooed on My Brain (2018)[2]
- Surviving the Law (2022)

### Albumy koncertowe
- BBC Radio 1 Live in Concert (live) (1972)
- Snaz (1981) (oficjalny)
- Live at the Beeb (1998)
- Homecoming (2001) (oficjalny)

### Albumy kompilacyjne
- Greatest Hits (1975)